# ジャパンラグビートップチャレンジリーグ
ジャパンラグビートップチャレンジリーグは、かつて関東ラグビーフットボール協会・関西ラグビーフットボール協会・九州ラグビーフットボール協会が主体で日本ラグビーフットボール協会と連携し運営していたリーグ戦である。ジャパンラグビートップリーグの第2部に相当する。

## 創設概要
これまでラグビートップリーグはトップリーグと各地域協会主催による地域リーグ（トップイーストリーグ、トップウェスト、トップキュウシュウ）の構成で行われていたが、2019 ラグビーワールドカップ・日本大会開催を念頭に、日本のラグビー界の更なる発展と強化・進化を目指す観点から、これまでの2部相当とされていた各地域リーグの上に、各地域リーグの成績上位クラブを対象としたトップリーグの2部リーグを作り、実力の拮抗した試合を数多く提供してレベルアップを図り、魅力のあるゲームを増やすことを目指している。
初年度参加チームは、
1. ジャパンラグビートップリーグ・2016-2017シーズン16位チーム。
2. 2016-2017トップリーグ入替戦の結果
  1. 入替戦で敗退したトップリーグ所属チーム。
  2. 入替戦で敗退・引き分けたトップチャレンジ1参加チーム。
3. トップチャレンジ2の2・3位チーム
4. ジャパンラグビートップチャレンジリーグ参入マッチの上位2チーム。

により決定された。
1.によりホンダヒート、2.は、2.1は該当なし、2.2により九州電力キューデンヴォルテクス・日野自動車レッドドルフィンズ・三菱重工相模原ダイナボアーズの3チーム、3.により中部電力・中国電力レッドレグリオンズの2チーム、4.により釜石シーウェイブスRFC・マツダブルーズーマーズの2チームが決まった。
なお、2019-20シーズンまでは8チーム、かつ2020-21シーズンは地域リーグからの昇格を認めない方針だったが、2021ｰ22シーズンからのトップリーグ再編で唯一中国電力レッドレグリオンズが地域リーグからの参加を希望（のちに再編後のリーグへの加盟が承認される）したため、急遽同クラブの昇格を認め、9チームでのリーグ戦となった。2021ｰ22シーズン以後はジャパンラグビーリーグワンに改称の上、チャレンジリーグの機能はそれぞれ2部と3部に移行する予定である。当初は2部が7チーム、3部が6チームの予定とされたが、2020-21シーズン終了時を最後としてコカ・コーラレッドスパークスが活動終了による事実上の休部が発表され、最初の2022年シーズンは2部・3部とも6チームずつで行われることになった。

## 大会方式

### 2018-19年シーズンまで
- 年間各クラブにつき10試合、総合計40試合を、下記の2ステージ制で行う。
  - 1stステージ　8クラブによる1回総当たり（各クラブ7試合）
  - 2ndステージ　1stステージの上位（1-4位まで）、下位（5-8位まで）の各4クラブずつによる1回総当たり（各クラブ3試合）

### 2019-20年シーズン
- 2019 ラグビーワールドカップ開催による日程上の都合から8クラブによる1回総当たりのみを開催。

### 2020-21年シーズン
- 2021-22年シーズン開幕時に実施されるトップリーグの再編に伴い、その再編リーグに参加を希望した中国電力（昨年度はトップキュウシュウ所属）を含めた9クラブで行う。

当初の日程
1回総当たり8試合のリーグ戦を行い、トップチャレンジとしての優勝チーム、並びに順位を確定後、上位4クラブについてはその後のトップリーグセカンドステージへの出場権を与える。その後のプレーオフで優勝した場合はトップリーグ優勝クラブとみなす。
延期後の再日程
トップリーグの延期に伴い、トップチャレンジリーグも延期となったため日程を再編。9チームを2カンファレンス（A・B）に分け、各カンファレンス1回戦総当たりのリーグ戦を行う。
各カンファレンスの上位2チームにはジャパンラグビートップリーグ2021・プレーオフトーナメントへの出場権が与えられる。
Bカンファレンスの5位チームを除いた8チームはその後順位決定戦（2試合/チーム）を行い最終順位を決める。Bカンファレンスの5位は順位決定戦には進めず全体の最下位（9位）が決定。

## 入れ替え制度（トップリーグ・チャレンジシリーズ）
トップチャレンジリーグとトップリーグ間、トップチャレンジリーグと地域リーグ間の入れ替えはともに自動昇降格と入れ替え戦によるものである。

### トップチャレンジリーグ・トップリーグ間

#### 2017-2018シーズン
| 順位                       | 結果                                  |
| -------------------------- | ------------------------------------- |
| トップリーグ13位           | トップチャレンジリーグ4位と入れ替え戦 |
| トップリーグ14位           | トップチャレンジリーグ3位と入れ替え戦 |
| トップリーグ15位           | トップチャレンジリーグ2位と入れ替え戦 |
| トップリーグ16位           | トップチャレンジリーグへ自動降格      |
| トップチャレンジリーグ優勝 | トップリーグへ自動昇格                |
| トップチャレンジリーグ2位  | トップリーグ15位と入れ替え戦          |
| トップチャレンジリーグ3位  | トップリーグ14位と入れ替え戦          |
| トップチャレンジリーグ4位  | トップリーグ13位と入れ替え戦          |

- 前年までのトップチャレンジと同様、自動降格枠「1」、入れ替え戦枠「3」。

#### 2018-2019シーズン
| 順位                       | 結果                                  |
| -------------------------- | ------------------------------------- |
| トップリーグ13位           | トップチャレンジリーグ4位と入れ替え戦 |
| トップリーグ14位           | トップチャレンジリーグ3位と入れ替え戦 |
| トップリーグ15位           | トップチャレンジリーグ2位と入れ替え戦 |
| トップリーグ16位           | トップチャレンジリーグ1位と入れ替え戦 |
| トップチャレンジリーグ優勝 | トップリーグ16位と入れ替え戦          |
| トップチャレンジリーグ2位  | トップリーグ15位と入れ替え戦          |
| トップチャレンジリーグ3位  | トップリーグ14位と入れ替え戦          |
| トップチャレンジリーグ4位  | トップリーグ13位と入れ替え戦          |

- トップリーグの日程短縮により自動昇降格がなく、入れ替え戦枠「4」に変更。

#### 2019-2020シーズン
- トップリーグが新型コロナウイルス感染症の流行拡大に伴い中止となったため入れ替え戦は行われなかった。

### トップチャレンジリーグ・地域リーグ間

#### 2017-2018シーズン
| 順位                      | 結果                                  |
| ------------------------- | ------------------------------------- |
| トップチャレンジリーグ7位 | 3地域チャレンジ2位と入れ替え戦        |
| トップチャレンジリーグ8位 | 各地域リーグへ自動降格                |
| 3地域チャレンジ1位        | トップチャレンジリーグへ自動昇格      |
| 3地域チャレンジ2位        | トップチャレンジリーグ7位と入れ替え戦 |

- 自動降格枠「1」、入れ替え戦枠「1」。トップチャレンジリーグからは8位が各所属の地域リーグへ自動降格、7位が入れ替え戦へ回る。地域リーグからは各リーグの優勝チームが総当たりリーグ戦（3地域チャレンジ）を行い1位が自動昇格、2位が入れ替え戦出場となる。

#### 2018-2019シーズン
| 順位                      | 結果                                  |
| ------------------------- | ------------------------------------- |
| トップチャレンジリーグ7位 | 3地域チャレンジ2位と入れ替え戦        |
| トップチャレンジリーグ8位 | 3地域チャレンジ1位と入れ替え戦        |
| 3地域チャレンジ1位        | トップチャレンジリーグ8位と入れ替え戦 |
| 3地域チャレンジ2位        | トップチャレンジリーグ7位と入れ替え戦 |

- 自動昇降格がなく入れ替え戦枠「2」に変更。

#### 2019-2020シーズン
- トップチャレンジリーグ・地域リーグ間の入れ替えは行われなかったが、来季のリーグ戦がラグビーの新リーグのディビジョン決めとなるため新リーグに参入を希望した中国電力レッドレグリオンズ（トップキュウシュウ所属）が昇格となった。

#### 2020-2021シーズン
上述の通り、2021-22シーズンに予定される新リーグへの再編に伴い、成績面での入れ替えは行わないが、トップチャレンジの上位4位までの入賞クラブが、トップリーグのセカンドステージに進出する。

## 参加チーム

### 最終シーズン（2020-2021シーズン）参加チーム
- 前年（2019-2020シーズン）の成績上位順に記載。太字は初年度（2017-2018）参加チーム。

| チーム名                       | 創設年 | 参加シーズン                     | トップリーグ 在籍シーズン                   | 練習グラウンド | 優勝回数 | 次年度リーグワン 参加ディビジョン | 備考 |
| ------------------------------ | ------ | -------------------------------- | ------------------------------------------- | -------------- | -------- | --------------------------------- | --- |
| 近鉄ライナーズ                 | 1929年 | 2018-2019〜                      | 2003-2004〜2004-2005、 2008-2009〜2017-2018 | 大阪府東大阪市 | 1回      | DIVISION 2                        | 現・花園近鉄ライナーズ トップリーグ創設時に参加 |
| 豊田自動織機シャトルズ         | 1984年 | 2019-2020〜                      | 2010-2011、 2013-2014〜2018-2019            | 愛知県刈谷市   | 1回      | DIVISION 3                        | 2009-2010までは「豊田自動織機ラグビー部」 |
| コカ・コーラレッドスパークス   | 1966年 | 2019-2020〜                      | 2006-2007〜2011-2012、 2013-2014〜2018-2019 | 福岡県福岡市   | 0回      | 不参加                            | 2005-2006までは「コカ・コーラウエストジャパンラグビー部」 2006-2007〜2013-2014までは「コカ・コーラウエストレッドスパークス」 2020-2021シーズンをもって活動終了（休部）発表 |
| 釜石シーウェイブスRFC          | 2001年 | 2017-2018〜                      | -                                           | 岩手県釜石市   | 0回      | DIVISION 2                        | 現・日本製鉄釜石シーウェイブス 前身は「新日鉄釜石ラグビー部」 |
| 栗田工業ウォーターガッシュ     | 1962年 | 2018-2019〜                      | -                                           | 東京都昭島市   | 0回      | DIVISION 3                        | 現・クリタウォーターガッシュ昭島 |
| マツダブルーズーマーズ         | 1961年 | 2017-2018〜                      | -                                           | 広島県府中町   | 0回      | DIVISION 2                        | 現・スカイアクティブズ広島 |
| 九州電力キューデンヴォルテクス | 1951年 | 2017-2018〜                      | 2007-2008〜2009-2010、 2012-2013〜2013-2014 | 福岡県福岡市   | 0回      | DIVISION 3                        | |
| 清水建設ブルーシャークス       | 1976年 | 2019-2020〜                      | -                                           | 東京都世田谷区 | 0回      | DIVISION 3                        | 現・清水建設江東ブルーシャークス 2000-2001までは「清水建設ラグビー部」 2001-2002よりクラブチーム化                                                                         |
| 中国電力レッドレグリオンズ     | 1987年 | 2017-2018〜2018-2019 2020-2021〜 | -                                           | 広島県広島市   | 0回      | DIVISION 3                        | |

### 過去に参加実績のあるチーム

#### トップリーグ昇格
| チーム名                     | 創設年 | 参加シーズン         | 練習グラウンド   | 優勝回数 | 備考                                                                  |
| ---------------------------- | ------ | -------------------- | ---------------- | -------- | --------------------------------------------------------------------- |
| ホンダヒート                 | 1960年 | 2017-2018            | 三重県鈴鹿市     | 1回      | 現・三重ホンダヒート                                                  |
| 日野自動車レッドドルフィンズ | 1950年 | 2017-2018            | 東京都日野市     | 0回      | 現・日野レッドドルフィンズ                                            |
| NTTドコモレッドハリケーンズ  | 1994年 | 2018-2019            | 大阪府大阪市     | 1回      | 現・レッドハリケーンズ大阪 2007-2008までは「NTTドコモ関西ラグビー部」 |
| 三菱重工相模原ダイナボアーズ | 1971年 | 2017-2018〜2018-2019 | 神奈川県相模原市 | 0回      |                                                                       |

#### 地域リーグ降格
| チーム名           | 創設年 | 参加シーズン | 現在所属する 地域リーグ | 練習グラウンド | 優勝回数 | 備考 |
| ------------------ | ------ | ------------ | ----------------------- | -------------- | -------- | ---- |
| 中部電力ラグビー部 | 1951年 | 2017-2018    | トップウェスト          | 愛知県日進市   | 0回      |      |

## 結果

### 歴代リーグ戦結果
- ■色はトップリーグへの自動昇格チーム、■色は入れ替え戦の結果トップリーグへの昇格チーム、■は入れ替え戦出場チーム、■は入れ替え戦の結果地域リーグへの降格チーム、■色は地域リーグへの自動降格チーム。

| シーズン  | 1位          | 2位            | 3位            | 4位                | 5位                | 6位      | 7位                | 8位      | 9位      | 備考 |
| --------- | ------------ | -------------- | -------------- | ------------------ | ------------------ | -------- | ------------------ | -------- | -------- | ---- |
| 2017-2018 | ホンダヒート | 日野自動車     | 三菱重工相模原 | 九州電力           | マツダ             | 中国電力 | 釜石シーウェイブス | 中部電力 |          |      |
| 2018-2019 | NTTドコモ    | 三菱重工相模原 | 近鉄           | 栗田工業           | 九州電力           | マツダ   | 釜石シーウェイブス | 中国電力 |          |      |
| 2019-2020 | 近鉄         | 豊田自動織機   | コカ・コーラ   | 釜石シーウェイブス | 栗田工業           | マツダ   | 九州電力           | 清水建設 |          |      |
| 2020-2021 | 豊田自動織機 | 近鉄           | コカ・コーラ   | 清水建設           | 釜石シーウェイブス | 栗田工業 | 九州電力           | マツダ   | 中国電力 |      |

### 歴代自動昇降格・入れ替え戦結果

#### トップリーグ・トップチャレンジリーグ間
- 入れ替え戦の太字チームが次シーズントップリーグ所属、引き分けの場合は規定によりトップリーグ所属チームの残留。

| 年        | 自動昇降格             | 自動昇降格             | 入れ替え戦                            | 入れ替え戦             | 入れ替え戦                           | 枠数                                |                        |
| 年        | トップチャレンジ       | トップリーグ           | トップチャレンジ                      | 結果                   | トップリーグ                         | 枠数                                |                        |
| --------- | ---------------------- | ---------------------- | ------------------------------------- | ---------------------- | ------------------------------------ | ----------------------------------- | ---------------------- |
| 2017-2018 | ホンダヒート（1位）    | 近鉄ライナーズ（16位） | 日野自動車レッドドルフィンズ（2位）   | 20-17                  | NTTドコモレッドハリケーンズ（15位）  | 自動昇降格枠「1」 入れ替え戦枠「3」 |                        |
| 2017-2018 | ホンダヒート（1位）    | 近鉄ライナーズ（16位） | 三菱重工相模原ダイナボアーズ（3位）   | 27-27                  | コカ・コーラレッドスパークス（14位） | 自動昇降格枠「1」 入れ替え戦枠「3」 |                        |
| 2017-2018 | ホンダヒート（1位）    | 近鉄ライナーズ（16位） | 九州電力キューデンヴォルテクス（4位） | 21-40                  | 宗像サニックスブルース（13位）       | 自動昇降格枠「1」 入れ替え戦枠「3」 |                        |
| 2018-2019 | 自動昇格なし           | 自動降格なし           | NTTドコモレッドハリケーンズ（1位）    | 33-24                  | コカ・コーラレッドスパークス（16位） | 入れ替え戦枠「4」                   |                        |
| 2018-2019 | 自動昇格なし           | 自動降格なし           | 三菱重工相模原ダイナボアーズ（2位）   | 31-7                   | 豊田自動織機シャトルズ（15位）       | 入れ替え戦枠「4」                   |                        |
| 2018-2019 | 自動昇格なし           | 自動降格なし           | 近鉄ライナーズ（3位）                 | 11-21                  | 日野レッドドルフィンズ（14位）       | 入れ替え戦枠「4」                   |                        |
| 2018-2019 | 自動昇格なし           | 自動降格なし           | 栗田工業ウォーターガッシュ（4位）     | 0-75                   | 宗像サニックスブルース（13位）       | 入れ替え戦枠「4」                   |                        |
| 2019-2020 | 昇降格なし             | 昇降格なし             | 昇降格なし                            | 昇降格なし             | 昇降格なし                           | 昇降格なし                          | 昇降格なし             |
| 2020-2021 | 新リーグ開催のためなし | 新リーグ開催のためなし | 新リーグ開催のためなし                | 新リーグ開催のためなし | 新リーグ開催のためなし               | 新リーグ開催のためなし              | 新リーグ開催のためなし |

#### トップチャレンジリーグ・地域リーグ間
- 入れ替え戦の太字チームが次シーズントップチャレンジリーグ所属。引き分けの場合は規定によりトップチャレンジリーグ所属チームの残留。

| 年        | 自動昇降格             | 自動昇降格                                             | 入れ替え戦                        | 入れ替え戦             | 入れ替え戦                                        | 枠数                                |                        |
| 年        | トップチャレンジ       | 3地域チャレンジ                                        | トップチャレンジ                  | 結果                   | 3地域チャレンジ                                   | 枠数                                |                        |
| --------- | ---------------------- | ------------------------------------------------------ | --------------------------------- | ---------------------- | ------------------------------------------------- | ----------------------------------- | ---------------------- |
| 2017-2018 | 中部電力（8位）        | 栗田工業ウォーターガッシュ （3地域チャレンジ・1位）    | 釜石シーウェイブスRFC（7位）      | 55-19                  | 大阪府警察 （3地域チャレンジ・2位）               | 自動昇降格枠「1」 入れ替え戦枠「1」 |                        |
| 2018-2019 | 自動降格なし           | 自動昇格なし                                           | 釜石シーウェイブスRFC（7位）      | 41-7                   | 中部電力 （3地域チャレンジ・2位）                 | 入れ替え戦枠「2」                   |                        |
| 2018-2019 | 自動降格なし           | 自動昇格なし                                           | 中国電力レッドレグリオンズ（8位） | 28-33                  | 清水建設ブルーシャークス （3地域チャレンジ・1位） | 入れ替え戦枠「2」                   |                        |
| 2019-2020 | なし                   | 中国電力レッドレグリオンズ （トップキュウシュウ 優勝） | 入れ替え戦なし                    | 入れ替え戦なし         | 入れ替え戦なし                                    | 入れ替え戦なし                      |                        |
| 2020-2021 | 新リーグ開催のためなし | 新リーグ開催のためなし                                 | 新リーグ開催のためなし            | 新リーグ開催のためなし | 新リーグ開催のためなし                            | 新リーグ開催のためなし              | 新リーグ開催のためなし |

## 通算成績
2020-2021シーズン終了時点（2021シーズンの順位決定戦の成績を含む）
- ^は初年度在籍チーム、*は2020-2021在籍チーム

| チーム名        | 試合 | 勝数 | 負数 | 引分 |
| --------------- | ---- | ---- | ---- | ---- |
| マツダ^*        | 33   | 12   | 20   | 1    |
| 九州電力^*      | 33   | 12   | 21   | 0    |
| 釜石^*          | 32   | 12   | 18   | 2    |
| 中国電力^*      | 24   | 5    | 19   | 0    |
| 近鉄*           | 22   | 19   | 3    | 0    |
| 栗田工業*       | 22   | 9    | 13   | 0    |
| 三菱重工相模原^ | 20   | 14   | 6    | 0    |
| 豊田自動織機*   | 13   | 11   | 2    | 0    |
| コカ・コーラ*   | 13   | 8    | 4    | 1    |
| 清水建設*       | 12   | 1    | 11   | 0    |
| ホンダヒート^   | 10   | 10   | 0    | 0    |
| NTTドコモ       | 10   | 9    | 1    | 0    |
| 日野自動車^     | 10   | 8    | 2    | 0    |
| 中部電力^       | 10   | 0    | 10   | 0    |